# Титосе
Тито́се (яп. 千歳市 Титосэ-си) — город, расположенный на острове Хоккайдо, Япония. Площадь города составляет 594,95 км², население — 95 559 человек (30 июня 2014), плотность населения — 160,62 чел./км².
На территории города расположен Новый аэропорт Титосе, крупнейший на Хоккайдо и во всей северной Японии.

## Породнённые города
Титосе породнён с тремя городами:
- Анкоридж, штат Аляска, США;
- Ибусуки, Кагосима, Япония;
- Конгсберг, Норвегия.